# Gustav Adolph Lembcke
Gustav Adolph Peter Lembcke, född 29 augusti 1844 i Köpenhamn, död där 17 september 1899, var en dansk violinist.
Redan vid elva års ålder framträdde Lembcke som violinist på Casino i Köpenhamn tillsammans med sin lärare G. Spars. Senare undervisades han av bland andra Valdemar Tofte (i violin) och Niels W. Gade (i piano) samt studerade musikteori under Ernst Richter i Leipzig och företog med det Anckerska legatet en studieresa till Italien. 
År 1859 anställdes Lembcke som aspirant i Det Kongelige Kapel, 1868 fick han fast anställning, 1882 utnämndes han till kammarmusiker, blev 1884 operarepetitör och 1888 körsångmästare vid Det Kongelige Teater. I Köpenhamns konsertliv utvecklade han en mycket betydande verksamhet, dels som kammarmusiker, men särskilt som ackompanjatör.
Från Lembckes hand föreligger bland annat flera häften sånger, en ballad, Hertug Abel, för baryton och orkester, en sorgmarsch för orgel och basuner samt några tillfällighetskantater.